# 鼻呼吸
鼻呼吸（はなこきゅう）とは、鼻から空気を換気する呼吸である。哺乳類の乳児などは、強制鼻呼吸を行う。
通常時、哺乳類などは鼻から呼吸するが、そういった動物が口呼吸をすることは鼻詰まり、病気、運動などの酸素不足・呼吸不全による影響である。
鼻呼吸を行うことにより、臭気による外気の変化確認、吸気の加温・加湿・浄化作用、くしゃみなどの防御反射機構を行えるほか、鼻反射(鼻-肺反射、鼻-横隔膜反射など)による呼吸機能の維持、鼻腔内で産出された一酸化窒素により気道の殺菌・肺酸素化能の改善などが行われる。このように鼻呼吸を行うことにメリットが多々あるが、口呼吸を行った場合には、免疫や精神的な問題などのデメリットを引き起こす。